# خالد العبيسي
خالد العبيسي، ويُكنّى أبا سلمان، أحد علماء أهل السنة والجماعة من سوريا، ومن المتخصصين بإقراء وتدريس القرآن الكريم بالقراءات العشر. يعيش حالياً في الأردن.

## نشأته وعمله
وُلد الشيخ خالد في بلدة حماة في سوريا في 12 فبراير 1943، ونشأ في بيت علم، وفي حلقات العلم وقراءة القرآن. درس في مدارس حماة حتى الثانوية، ثم التحق بكلية الشريعة في الستينات. عمل بعدها مدرّساً في حماة وريفها، ثم انتقل إلى دولة الإمارات وعمل في التدريس والإشراف على المعلمين والتأليف ودورات القرآن، وكان أحد المؤسسين لمشروع زايد لتحفيظ القرآن الكريم من سنة 1973 وحتى 1985. انتقل بعدها للعمل في مدينة عمّان في الأردن في أوائل التسعينات.

## من شيوخه
- محمد الحامد.
- علي مراد.
- زاكي دندشي.
- عبد القادر عيسى.
- سعيد العبد الله، أخذ عنه أصول قراءة القرآن.
- محمد عبده، وعن أخذ القرآن الكريم في القراءات العشر من طريق طيبة النشر.